# Серхіо Кальдерон
Серхіо Кальдерон (ісп. Sergio Calderón; 21 липня 1945 — 31 травня 2023) — американський актор мексиканського походження, який став найбільш знаним після ролей в фільмах «Пірати Карибського моря: На краю світу», «Люди в чорному».